# Melczer–Mándy-kastély
A Melczer–Mándy-kastély a Borsod-Abaúj-Zemplén vármegyében lévő Sajóörös központjában található, Tiszaújvárostól kevesebb, mint 5 km-re. A település és ezzel együtt a kastély is könnyen megközelíthető a 35-ös számú főút közelségének köszönhetően.

## Története
Sajóörös 1750-ben került a Melczer család tulajdonába, amikor Szőlősy Terézia és Melczer Ferenc összeházasodtak. Az addig a Szőlősy család birtokában lévő település ezek után több, mint 180 évig volt a Melczer család tulajdona. A kastélyt 1892-ben Melczer Géza (1860-1913) építtette. Melczer Géza halála után a kastély lányára, Melczer Georginára szállt, aki feleségül ment Mándy Zoltánhoz, ezzel az épület neve Mándy-kastély lett. A kastélyt 1945 után még pár évig a Mándy család használta. A későbbiekben községi tanácsépület lett, melyet a tanácstitkár szolgálati lakásaként használtak. Az épület 1969-től a megyei tanács nevelőotthona lett, ahol 50 állami gondozott gyermek elhelyezését biztosították. A kastélyban eredetileg 11 szoba volt, melyet kívülről megközelíthető lakásokra alakítottak át. Nevelőotthonként 2011-ig működött, majd a megye tulajdonába került. Néhány évvel ezelőtt a sajóörösi önkormányzat kapta meg a tulajdonjogot.
A kastélyhoz tartozó kert 2017-2018-ban lett felújítva. A felújítás során 35 csemetét ültettek az elöregedett fák pótlására, évelőágyások kerültek kialakításra és beültetésre. Megújult a zúzott köves terület, mellette padokat, asztalokat, szemeteseket helyeztek el. Kialakítottak egy középső füvesített ágyást is, ahová örökzöldeket ültettek. A munkálatokban közel 430 önkéntes vett részt.